# RV 09 Gleiwitz
RV 09 Gleiwitz was een Duitse voetbalclub uit Gleiwitz, Silezië, dat tegenwoordig de Poolse stad Gliwice is.

## Geschiedenis
De club werd opgericht in 1909 en speelde een jaar later in de Opper-Silezische competitie, een van de hoogste reeksen van de Zuidoost-Duitse voetbalbond. In 1914 werd de club groepswinnaar van de Gau Gleiwitz en plaatste zich voor de Opper-Silezische eindronde waar ze met 2-3 verloren van Beuthener SuSV 09.
Door de Eerste Wereldoorlog lag de competitie enkele jaren stil. Van de eerste naoorlogse seizoenen is weinig bekend, enkel dat stadsrivaal Vorwärts Gleiwitz de lokale titels won. In 1922 werd de club laatste. Het volgende seizoen werden ze derde met twee punten achterstand op Vorwärts en VfB 1910 Gleiwitz. Nadat de club zich in 1923/24 teruggetrokken had speelden ze het volgende seizoen opnieuw in de competitie, maar nu werden ze laatste. In 1925/26 werden vijf reeksen van de competitie herleid naar twee reeksen en nu werd de club vierde op acht teams.
Na dit seizoen fuseerde de club met stadsrivaal Vorwärts en werd zo SVgg Vorwärts RaSpo Gleiwitz.